# ディニアン・ハワード
ディニアン・ハワード (Denean Elizabeth Howard-Hill、1964年10月5日 - )は、アメリカ合衆国の陸上競技選手。1988年ソウルオリンピックの銀メダリストである。

## 経歴
ハワードは、1987年ローマで開催された世界選手権の4×400mRでアメリカ代表として出場し銅メダルを獲得。その翌年のソウルオリンピックでは、400mと4×400mRに出場。400mは6位に終わったものの、4×400mRには、ハワードのほかダイアン・ディクソン、バレリー・ブリスコ・フックス、フローレンス・ジョイナーとともに出場し、ソ連に次いで銀メダルを獲得した。

## 主な実績
| 年   | 大会                   | 場所                               | 種目    | 結果 | 記録      |
| ---- | ---------------------- | ---------------------------------- | ------- | ---- | --------- |
| 1987 | ユニバーシアード       | ザグレブ(ユーゴスラビア)           | 400m    | 1位  | 51秒07    |
| 1987 | パンアメリカンゲームズ | インディアナポリス(アメリカ合衆国) | 400m    | 3位  | 50秒72    |
| 1987 | 世界陸上競技選手権大会 | ローマ(イタリア)                   | 4×400mR | 3位  | 3分21秒04 |
| 1988 | オリンピック           | ソウル(韓国)                       | 400m    | 6位  | 51秒12    |
| 1988 | オリンピック           | ソウル(韓国)                       | 4×400mR | 2位  | 3分15秒51 |